# Alfredo Cristiani
Pour les articles homonymes, voir Cristiani.
Alfredo Félix Cristiani Burkard, né le 22 novembre 1947 à San Salvador, est un homme d'affaires et un homme d'État salvadorien, président de la république du Salvador de 1989 à 1994.

## Biographie
Issu d'une famille de grands propriétaires terriens, producteurs de café, il est éduqué à l'École américaine du Salvador, puis étudie l'Administration d'affaires à l'Université de Georgetown, à Washington D.C. (États-Unis). De retour au Salvador, il se consacre aux affaires de sa famille, qui comprennent aussi des entreprises pharmaceutiques.

### Débuts en politique
Au début des années 1980, il s'engage en politique avec l'Alliance républicaine nationaliste (ARENA), un parti conservateur associé aux milices paramilitaires d'extrême-droite fondé par Roberto D'Aubuisson.
Lorsque D'Aubuisson abandonne la direction de l'ARENA en 1985, après avoir perdu les élections face à José Napoleón Duarte, Cristiani prend la tête du parti. Aux élections législatives et municipales de 1988, il recueille plus de 45 % des voix et 31 des 60 sièges de l'Assemblée législative. Cristiani est élu député.

### Présidence
Désigné candidat de l'ARENA pour les élections présidentielles du 19 mars 1989, il est élu président de la République avec 53,8 % des voix.
Son mandat est marqué par la lutte très dure menée contre le Front Farabundo Martí de libération nationale (FMLN), coalition de plusieurs mouvements de guérilla. Lorsque l'armée salvadorienne assassine six prêtres jésuites, dont le recteur de l'Universidad Centroamericana (UCA), Ignacio Ellacuría, qui participe aux négociations de paix avec le FMLN, l'indignation se manifeste contre le président Cristiani. Celui-ci apaise les tensions en promettant que les coupables seront jugés. Le 16 janvier 1992, il signe les Accords de paix de Chapultepec, qui mettent fin à la guerre civile du Salvador.
Proche des milieux d'affaires du café, entouré d’économistes néolibéraux, il tente de rénover l'ARENA en prenant ses distances avec les escadrons de la mort. Son gouvernement reçoit le soutien de 500 millions de dollars annuels des États-Unis.
Il se retire de la politique à la fin de son mandat, le 1er juin 1994. En 2009, après la première défaite de l'ARENA en vingt ans, il reprend la direction du parti.

### Controverses
En 2008, deux organisations de défense des droits de l'homme déposent une plainte en Espagne contre Alfredo Cristiani et 14 membres de l'armée salvadorienne pour leur responsabilité dans l'assassinat des six Jésuites de l'UCA. Cette plainte est déclarée recevable en raison du principe de compétence universelle reconnu par la justice espagnole.
Par ailleurs, des documents de la CIA, déclassifiés en novembre 2009, font apparaître que les États-Unis étaient au courant du projet d'assassinat des six prêtres par l'état major du Salvador. En 2011, le juge espagnol Eloy Velasco condamne 19 militaires et le ministre de la Défense de l'époque, Rafael Humberto Larios, à un total de 270 années de prison pour assassinat, terrorisme et crime contre l'humanité. Le président Cristiani est toutefois acquitté, faute de preuves.
En octobre 2021, son nom est cité dans les Pandora Papers. Il avait créé dans l'année ayant suivi son retrait du pouvoir au moins 16 sociétés offshores.